# Hysterocrates
Hysterocrates is een geslacht van spinnen uit de familie vogelspinnen (Theraphosidae).

## Soorten
De volgende soorten zijn bij het geslacht ingedeeld:
- Hysterocrates affinis Strand, 1907
  - Hysterocrates affinis angusticeps Strand, 1907
- Hysterocrates apostolicus Pocock, 1900
- Hysterocrates crassipes Pocock, 1897
- Hysterocrates didymus Pocock, 1900
- Hysterocrates ederi Charpentier, 1995
- Hysterocrates gigas Pocock, 1897
- Hysterocrates greeffi (Karsch, 1884)
- Hysterocrates greshoffi (Simon, 1891)
- Hysterocrates haasi Strand, 1906
- Hysterocrates hercules Pocock, 1899
- Hysterocrates laticeps Pocock, 1897
- Hysterocrates maximus Strand, 1906
- Hysterocrates ochraceus Strand, 1907
- Hysterocrates robustus Pocock, 1899
  - Hysterocrates robustus sulcifer Strand, 1908
- Hysterocrates scepticus Pocock, 1900
- Hysterocrates sjostedti (Thorell, 1899)
- Hysterocrates spellenbergi Strand, 1906
- Hysterocrates vosseleri Strand, 1906
- Hysterocrates weileri Strand, 1906